# Вщизьке князівство
Вщизьке князівство — удільне князівство у складі Чернігівського князівства, що існувало з 1156 по 1239 рік, з центром у місті Вщиж, що включало місто Березий.

## Історія
У першій половині XII століття територія князівства перебувала під владою чернігівського князя Всеволода Ольговича, який в 1142 році поступився його разом з Черніговом Володимиру Давидовичу. Першим вщизьким князем став його син Святослав Володимирович.
У 1159 році, під час князювання Святослава, Вщиж піддався нападу і облоги з боку Святослава Ольговича, який підійшов до нього з полочанами і галицькою дружиною. Але місто не було захоплено лише завдяки допомозі, надісланої Андрієм Боголюбським.
Однак, Вщизьке князівство потрапило в залежність від Святослава Ольговича, який утвердився в Чернігові. У 1164 році після його смерті старшим в роду став Святослав Вщизький, але він не прагнув до Чернігова і до кінця життя (1167) залишався князем у Вщижі. Після його смерті Вщизьке князівство було поділене між його родичами, братами Святославом і Ярославом Всеволодовичами. Поділом володіння виявився незадоволений Олег Святославович (князь новгород-сіверський).
Після монгольського розорення навесні 1238 року, коли Вщиж було зруйновано повністю (з цією подією одна з історичних версій пов'язує загибель чотирьох молодших синів Володимира Святославича), місто і князівство перестали існувати. Проте після взяття Вщижа монголи різко зупинилися, відмовившись йти вниз по Десні до найбільш густонаселених південно-західних районів Чернігівського князівства, і пішли до Козельська. З середини XIII століття територія колишнього Вщизького князівства увійшла до Брянського князівства.

## Список правителів
- Святослав Володимирович (1142—1167)
- Володимир Святославич (1167—1180?, 1181—1201)
- Пилип Володимирович (1201—до 1238)
- Борис Володимирович (-1238†)